# Carta Europeia da Liberdade de Imprensa
A Carta Europeia da Liberdade de Imprensa é uma diretriz não vinculativa sobre liberdade de imprensa, assinada em 25 de Maio por 48 jornalistas europeus de 19 países da União Europeia. A diretriz reafirma valores da União Europeia sobre liberdade de expressão e de informação.
A Carta Europeia da Liberdade de Imprensa contém 10 artigos que defendem a liberdade de imprensa, proibição da censura, o direito da disseminação da informação sem ameaças ou violência, a proteção dos jornalistas por um poder judiciário independente, a garantia de que a renda econômica dos jornalistas não seja afetada pelo Estado, e o livre acesso à informação tanto por jornalistas quanto o público não pode ser impedido pelo Estado.